# Aeropuerto Internacional Púlkovo
El Aeropuerto Internacional Púlkovo  (del ruso: Аэропорт Пулково) (IATA: LED, OACI: ULLI) es un aeropuerto internacional que atiende la ciudad de St. Petersburgo, Rusia. El aeropuerto sirve de centro de conexiones de la compañía Rossiya (antigua Pulkovo Aviation Enterprise).

## Historia
Inicialmente recibió el nombre de aeropuerto Shosséynaya, por su proximidad a la estación de tren con el mismo nombre. La construcción comenzó en enero de 1931, y quedó completado el 24 de junio de 1932, con la llegada del primer avión a las 17:31 ese mismo día, tras un vuelo de dos horas y media desde Moscú transportando pasajeros y correo.
Durante la Segunda Guerra Mundial el aeropuerto era la frontera nazi de la Franja de Leningrado. No hubo vuelos entre 1941 y 1944. Las cercanas colinas de Púlkovo fueron ocupadas por los nazis y utilizadas por la artillería de largo alcance para los bombardeos diarios de Leningrado. El aeropuerto dejó de estar bajo mandato Nazi en enero de 1944, y se retomaron los vuelos de carga y correo tras el arreglo  de la pista en 1945.
En febrero de 1948, cuando los daños de guerra fueron totalmente reparados, se retomaron los vuelos regulares de pasajeros. En 1949, había vuelos regulares a quince ciudades de la URSS, y quince ciudades del noroeste de Rusia.
En 1951 la terminal fue rediseñada para manejar aviones más grandes. A mediados de los 50 se concluyó una nueva ampliación de pista, permitiendo acoger aviones tan grandes como el Ilyushin-18 y el Túpolev-104.
Se alcanzó la categoría 1 ICAO en 1965, posibilitando los vuelos internacionales. El aeropuerto fue bautizado como "Aeropuerto Púlkovo" el 24 de abril de 1973. Se abrió la nueva terminal Púlkovo-1 para atender el tráfico nacional, con un incremento del 40%-50% cada década entre los 70 y los 90.
En los 90, Georgui Poltávchenko dirigió el departamento de seguridad aeroportuaria de Púlkovo como representante de la KGB.
En mayo de 2008, la ciudad de San Petersburgo inició una concesión de 1.500 millones de dólares para efectuar una concesión del aeropuerto durante treinta años.

## Pasajeros
En 2007, Púlkovo era el cuarto aeropuerto más congestionado de Rusia tras los aeropuertos de Moscú (Domodédovo, Sheremétievo y Vnúkovo).  Mientras que el número de vuelos internacionales y nacionales se ha incrementado, el número de pasajeros se ha estancado entre 1990 (4.837.000) y 2006 (un poco más de cinco millones) mientras que los vuelos internacionales han ido ganando fuerza. Las previsiones sostienen que en 2025 el aeropuerto de Púlkovo atenderá 17 millones de pasajeros.
Ver fuente y consulta Wikidata.

## Pistas
El aeropuerto tiene dos pistas principales. La pista 10R/28L de 3.782 metros de largo y 60 metros de ancho, tiene una superficie de asfalto sobre una base de hormigón. La segunda pista tiene 3.410 metros de largo y 60 metros de ancho, tiene una superficie de asfalto sobre una base de cemento-hormigón. La reconstrucción de la segunda pista comenzó en 2007.

## Terminales

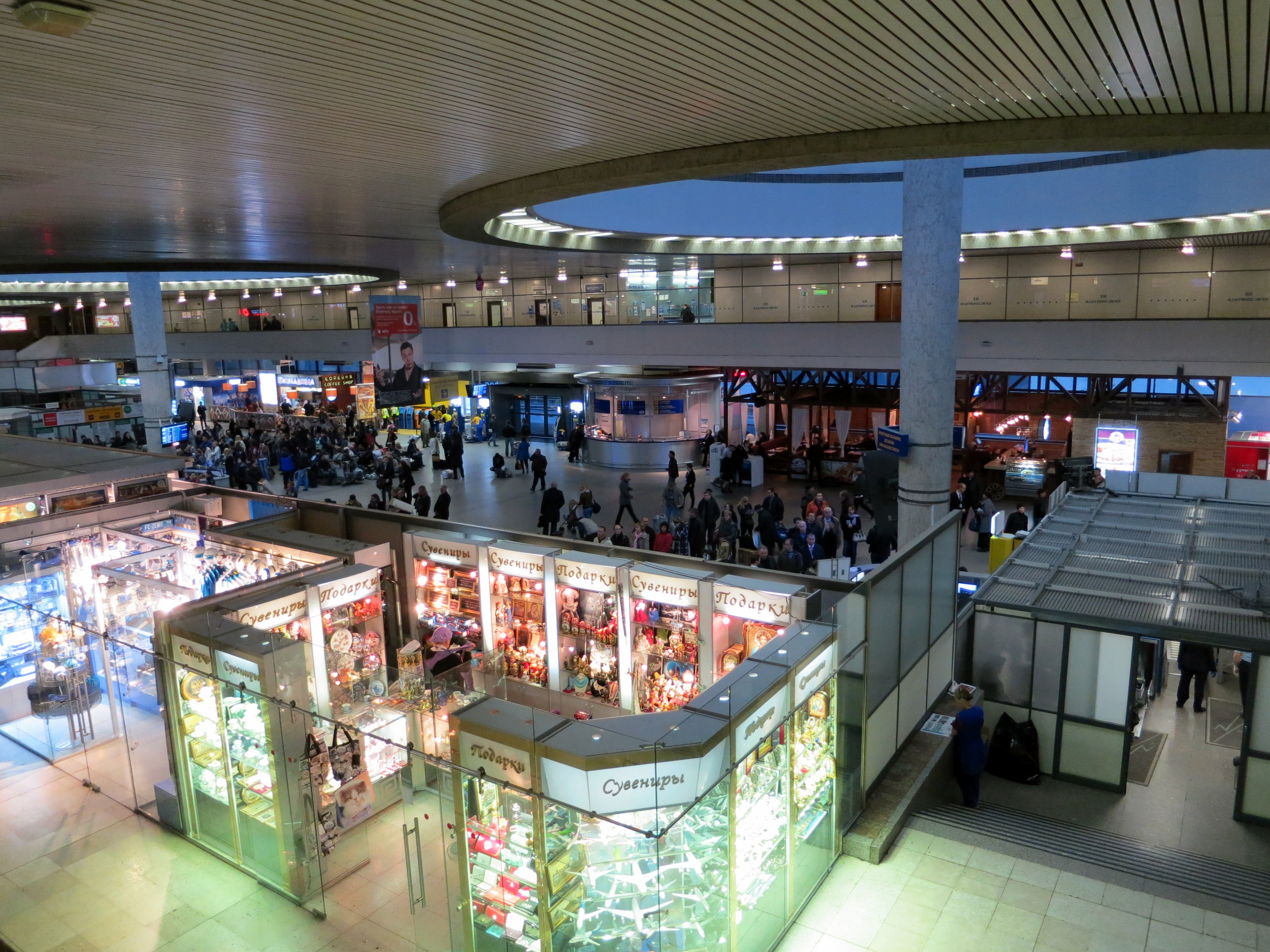
Interior de la Terminal 1

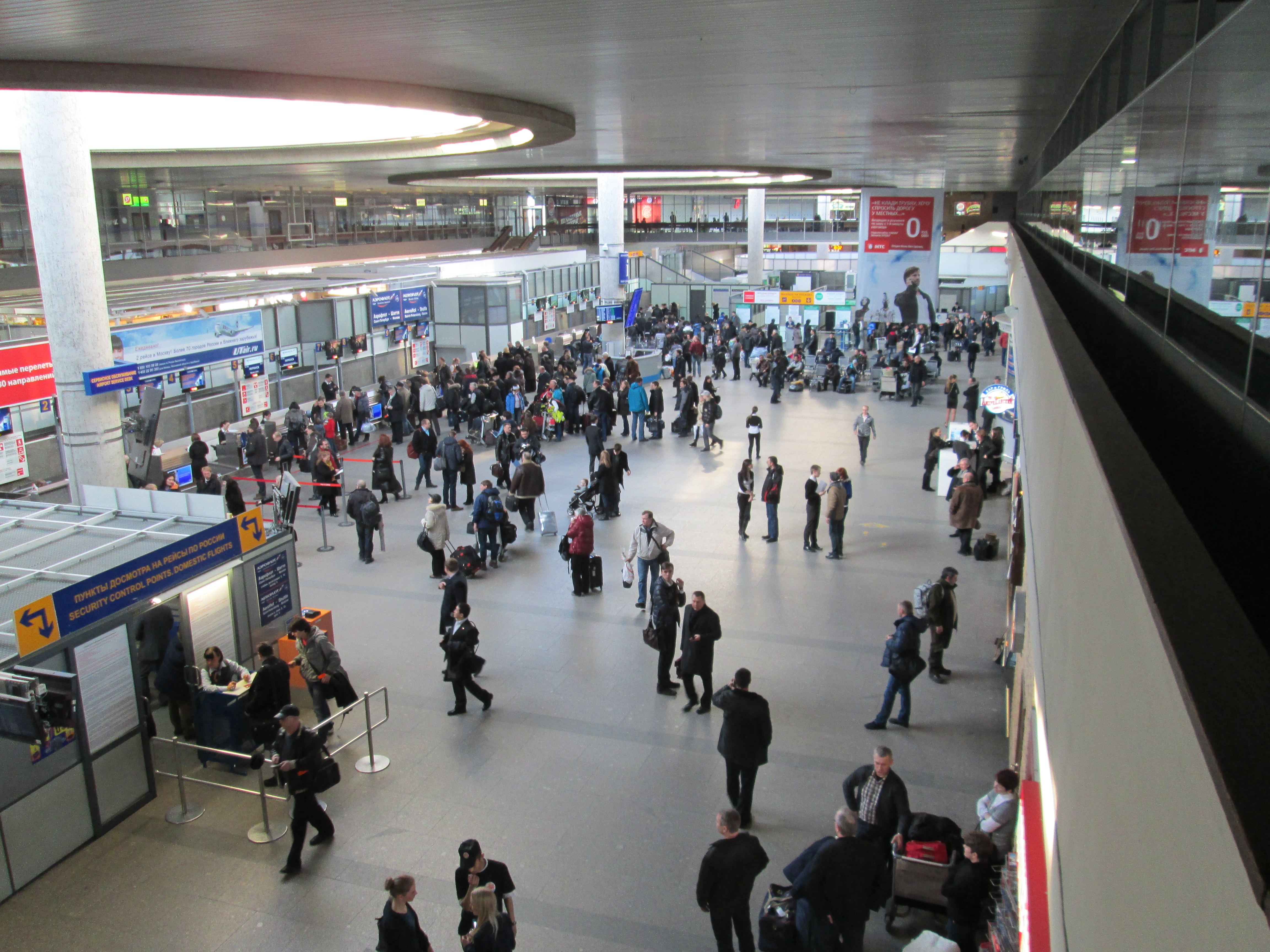
Área de facturación de la Terminal 1

A febrero de 2015 el aeropuerto cuenta con dos terminales, la Terminal de Pasajeros Centralizada y la terminal ejecutiva Púlkovo 3.

## Aerolíneas y destinos
- Aeroflot (Moscú-Sheremétyevo)
- Air France (París-Charles de Gaulle)
- Air Moldova (Chisináu)
- airBaltic (Riga)
- Alitalia (Roma-Fiumicino), (Milán-Malpensa)
- Austrian Airlines
  - operado por Austrian Arrows (Viena)
- Azerbaijan Airlines (Bakú)
- Belavia (Minsk)
- British Airways (Londres-Heathrow) finaliza el 3 de octubre de 2019
- Bugulma Air Enterprise (Lipetsk)
- Czech Airlines (Karlovy Vary, Praga)
- El Al (Tel Aviv)
- Eurocypria (Lárnaca, Pafos)
- Finnair (Helsinki)
- Gazpromavia (Moscú-Vnúkovo)
- Iberia operada pero Iberia Express (Madrid)
- Izhavia (Izhevsk)
- KLM Royal Dutch Airlines (Ámsterdam)
- Korean Air (Seúl-Incheon) [estacional]
- LOT Polish Airlines (Varsovia)
- Lufthansa (Fráncfort del Meno, Múnich)
  - Lufthansa Regional operado por Lufthansa CityLine (Dusseldorf)
- Nordavia (Apatity, Arcángel, Moscú-Sheremétyevo, Múrmansk, Narián-Mar, Perm)
- Norwegian Air Shuttle (Oslo)
- Polet (Voronezh, Moscú-Domodédovo)
- Rossiya (Adler/Sochi, Almaty, Ámsterdam, Antalya [estacional], Anapa, Arcángel, Bakú, Barcelona, Barnaúl, Pekín-Capital, Berlín-Schonefeld, Biskek, Burgás [estacional], Cheliábinsk, Copenhague, Dubái [estacional], Dusambé, Dusseldorf, Ekaterimburgo, Fráncfort del Meno, Ginebra [estacional], Hamburgo, Hanóver, Helsinki, Hurgada [estacional], Irkutsk, Estambul-Ataturk, Jabárovsk, Kaliningrado, Karagandá, Kazán, Kiev-Boryspil, Kostanái [estacional], Krasnodar, Krasnoyarsk, Lárnaca, Londres-Heathrow, Londres-Gatwick, Milán-Linate, Milán-Malpensa, Minerálniye Vody, Moscú-Domodédovo, Moscú-Sheremétievo, Moscú-Vnúkovo, Múnich, Múrmansk, Namangán, Niza, Nizhnevartovsk, Norilsk, Novosibirsk, Novy Urengói, Nursultán, Odesa, París-Charles de Gaulle, Pavlodar [estacional], Pafos, Petropávlovsk-Kamchatski, Praga,Rimini (comienza el 1 de junio de 2016), Roma-Fiumicino, Rostov del Don, Samara, Samarcanda, Sharm El Sheij [estacional], Simferópol, Sofía, Estocolmo-Arlanda, Taskent, Tel Aviv, Tenerife Sur, Thessalonika, Tivat, Tiumén, Ufá, Ust Kamenogorsk [estacional], Varna [estacional], Volgogrado, Ekaterimburgo, Ereván)
- S7 Airlines (Moscú-Domodédovo, Novosibirsk)
- Saratov Airlines (Penza, Sarátov)
- SAS (Copenhague, Estocolmo-Arlanda)
- Severstal (Cherepovets)
- Swiss International Air Lines (Zúrich)
- Tajik Air (Dusambé, Khodjent)
- Turkish Airlines (Estambul-Ataturk)
- Ural Airlines (Chitá, Ekaterimburgo, Giandzhá, Simferopol, Yakutsk)
- UTair Aviation (Moscú-Vnúkovo, Simferopol, Surgut, Syktyvkar)
- Uzbekistan Airways (Bujará, Ferganá, Samarcanda, Taskent, Urgench)
- Volga-Aviaexpress (Volgogrado)
- Vueling Airlines (Barcelona)
- Yakutia Airlines (Novosibirsk, Yakutsk)
- Yamal (Nadym, Salejard, Simferopol, Tiumén)

### Destinos internacionales
| Ciudades por países    | Nombre del aeropuerto                                   | Aerolíneas                                                                   | Aeronaves   | Frecuencias semanales |
| África                 | África                                                  | África                                                                       | África      | África                |
| ---------------------- | ------------------------------------------------------- | ---------------------------------------------------------------------------- | ----------- | --------------------- |
| Túnez                  |                                                         |                                                                              |             |                       |
| Monastir               | Aeropuerto Internacional de Monastir-Habib Bourguiba    | Nordwind Airlines (Chárter Estacional) Tunisair (Estacional)                 |             |                       |
| Yerba                  | Aeropuerto Internacional de Yerba-Zarzis                | Nordwind Airlines (Chárter Estacional)                                       |             |                       |
| Asia                   |                                                         |                                                                              |             |                       |
| Armenia                |                                                         |                                                                              |             |                       |
| Ereván                 | Aeropuerto Internacional de Zvartnots                   | Ural Airlines                                                                | A3xx        |                       |
| Azerbaiyán             |                                                         |                                                                              |             |                       |
| Bakú                   | Aeropuerto Internacional Heydar Aliyev                  | Azerbaijan Airlines Buta Airways                                             | E190        |                       |
| Ganyá                  | Aeropuerto de Ganyá                                     | Azerbaijan Airlines                                                          |             |                       |
| China                  |                                                         |                                                                              |             |                       |
| Chengdú                | Aeropuerto Internacional de Chengdú                     | Lucky Air Sichuan Airlines                                                   | A3xx        |                       |
| Pekín                  | Aeropuerto Internacional de Pekín-Capital               | Hainan Airlines Ural Airlines                                                | A3xx        |                       |
| Kunming                | Aeropuerto Internacional de Kunming                     | Lucky Air                                                                    |             |                       |
| Lanzhou                | Aeropuerto Internacional de Lanzhou Zhongchuan          | China Southern Airlines                                                      |             |                       |
| Shanghái               | Aeropuerto Internacional de Shanghái-Pudong             | China Eastern Airlines                                                       |             |                       |
| Shenzhen               | Aeropuerto Internacional de Shenzhen-Bao'an             | I-Fly                                                                        |             |                       |
| Taiyuan                | Aeropuerto Internacional de Taiyuan-Wusu                | Sichuan Airlines                                                             |             |                       |
| Xi'an                  | Aeropuerto Internacional de Xi'an-Xianyang              | China Eastern Airlines                                                       |             |                       |
| Urumchi                | Aeropuerto Internacional de Urumchi-Diwopu              | China Southern Airlines                                                      |             |                       |
| Corea del Sur          |                                                         |                                                                              |             |                       |
| Seúl                   | Aeropuerto Internacional de Incheon                     | Korean Air (Estacional)                                                      |             |                       |
| Emiratos Árabes Unidos |                                                         |                                                                              |             |                       |
| Dubái                  | Aeropuerto Internacional de Dubái                       | Emirates                                                                     |             |                       |
| Georgia                |                                                         |                                                                              |             |                       |
| Batumi                 | Aeropuerto Internacional de Batumi                      | Nordavia (Estacional) Ural Airlines (Estacional)                             |             |                       |
| Tiflis                 | Aeropuerto Internacional de Tiflis                      | Georgian Airways Nordavia Ural Airlines (Estacional)                         |             |                       |
| Irán                   |                                                         |                                                                              |             |                       |
| Isfahán                | Aeropuerto Internacional de Isfahán                     | Zagros Airlines (Estacional)                                                 |             |                       |
| Mashhad                | Aeropuerto Internacional de Mashhad                     | Mahan Air (Estacional)                                                       |             |                       |
| Teherán                | Aeropuerto Internacional Imán Jomeini                   | Iran Air Iran Aseman Airlines (Estacional) Mahan Air Taban Air (Estacional)  |             |                       |
| Israel                 |                                                         |                                                                              |             |                       |
| Eilat                  | Aeropuerto Internacional Ramon                          | Ural Airlines (Estacional)                                                   | A3xx        |                       |
| Tel Aviv               | Aeropuerto Internacional Ben Gurión                     | Rossiya Ural Airlines                                                        | A3xx        |                       |
| Kazajistán             |                                                         |                                                                              |             |                       |
| Almatý                 | Aeropuerto Internacional de Almatý                      | Air Astana Rossiya Ural Airlines                                             | A3xx        |                       |
| Nursultán              | Aeropuerto Internacional de Nursultán                   | Air Astana                                                                   |             |                       |
| Shymkent               | Aeropuerto Internacional de Shymkent                    | Ural Airlines                                                                | A3xx        |                       |
| Kirguistán             |                                                         |                                                                              |             |                       |
| Biskek                 | Aeropuerto Internacional de Manas                       | Avia Traffic Company Ural Airlines                                           | A3xx        |                       |
| Osh                    | Aeropuerto de Osh                                       | Avia Traffic Company Ural Airlines                                           | A3xx        |                       |
| Catar                  |                                                         |                                                                              |             |                       |
| Doha                   | Aeropuerto Internacional Hamad                          | Qatar Airways                                                                |             |                       |
| Tailandia              |                                                         |                                                                              |             |                       |
| Bangkok                | Aeropuerto Internacional Suvarnabhumi                   | Pegas Fly (Chárter Estacional)                                               |             |                       |
| Phuket                 | Aeropuerto Internacional de Phuket                      | Nordwind Airlines (Chárter Estacional)                                       |             |                       |
| Tayikistán             |                                                         |                                                                              |             |                       |
| Dusambé                | Aeropuerto Internacional de Dusambé                     | Somon Air Ural Airlines                                                      | B737NG A3xx |                       |
| Juyand                 | Aeropuerto de Khujand                                   | Somon Air                                                                    | B737NG      |                       |
| Turkmenistán           |                                                         |                                                                              |             |                       |
| Asjabad                | Aeropuerto Internacional de Asjabad                     | Turkmenistan Airlines                                                        |             |                       |
| Turquía                |                                                         |                                                                              |             |                       |
| Antalya                | Aeropuerto de Antalya                                   | Nordwind Airlines (Chárter Estacional) Rossiya (Estacional) Turkish Airlines |             |                       |
| Esmirna                | Aeropuerto de Esmirna-Adnan Menderes                    | SunExpress (Estacional)                                                      | B737        |                       |
| Estambul               | Aeropuerto Internacional de Estambul                    | Rossiya Turkish Airlines                                                     |             |                       |
| Uzbekistán             |                                                         |                                                                              |             |                       |
| Andiyán                | Aeropuerto de Andizhan                                  | Uzbekistan Airways                                                           |             |                       |
| Bujará                 | Aeropuerto Internacional de Bujará                      | Uzbekistan Airways                                                           |             |                       |
| Fergana                | Aeropuerto Internacional de Fergana                     | Uzbekistan Airways                                                           |             |                       |
| Karshi                 | Aeropuerto de Karshi                                    | Uzbekistan Airways                                                           |             |                       |
| Namangan               | Aeropuerto de Namangan                                  | Ural Airlines Uzbekistan Airways                                             | A3xx        |                       |
| Navoi                  | Aeropuerto Internacional Navoi                          | Uzbekistan Airways                                                           |             |                       |
| Samarcanda             | Aeropuerto Internacional de Samarcanda                  | Rossiya Uzbekistan Airways                                                   |             |                       |
| Taskent                | Aeropuerto Internacional de Taskent                     | Rossiya Uzbekistan Airways                                                   |             |                       |
| Termez                 | Aeropuerto de Termez                                    | Uzbekistan Airways                                                           |             |                       |
| Urgench                | Aeropuerto Internacional de Urgench                     | Uzbekistan Airways                                                           |             |                       |
| Vietnam                |                                                         |                                                                              |             |                       |
| Nha Trang              | Aeropuerto de Cam Ranh                                  | Nordwind Airlines (Chárter Estacional)                                       |             |                       |
| Europa                 |                                                         |                                                                              |             |                       |
| Alemania               |                                                         |                                                                              |             |                       |
| Berlín                 | Aeropuerto de Berlín-Schönefeld                         | Rossiya                                                                      |             |                       |
| Düsseldorf             | Aeropuerto Internacional de Düsseldorf                  | Rossiya                                                                      |             |                       |
| Fráncfort del Meno     | Aeropuerto de Fráncfort del Meno                        | Lufthansa Ural Airlines                                                      | A3xx        |                       |
| Hamburgo               | Aeropuerto de Hamburgo-Fuhlsbüttel                      | Rossiya                                                                      |             |                       |
| Múnich                 | Aeropuerto Internacional de Múnich                      | Lufthansa Rossiya                                                            |             |                       |
| Austria                |                                                         |                                                                              |             |                       |
| Salzburgo              | Aeropuerto de Salzburgo                                 | S7 Airlines (Estacional)                                                     |             |                       |
| Innsbruck              | Aeropuerto de Innsbruck                                 | S7 Airlines (Estacional)                                                     |             |                       |
| Viena                  | Aeropuerto de Viena-Schwechat                           | Austrian Airlines (Estacional) Rossiya                                       |             |                       |
| Bélgica                |                                                         |                                                                              |             |                       |
| Bruselas               | Aeropuerto de Bruselas-National                         | Brussels Airlines                                                            | A3xx        |                       |
| Bielorrusia            |                                                         |                                                                              |             |                       |
| Minsk                  | Aeropuerto Internacional de Minsk                       | Belavia                                                                      |             |                       |
| Bulgaria               |                                                         |                                                                              |             |                       |
| Burgas                 | Aeropuerto de Burgas                                    | Rossiya (Estacional)                                                         |             |                       |
| Varna                  | Aeropuerto de Varna                                     | Rossiya (Estacional)                                                         |             |                       |
| Croacia                |                                                         |                                                                              |             |                       |
| Pula                   | Aeropuerto de Pula                                      | S7 Airlines (Estacional)                                                     |             |                       |
| Zagreb                 | Aeropuerto de Zagreb-Pleso                              | Croatia Airlines (Estacional)                                                |             |                       |
| Chipre                 |                                                         |                                                                              |             |                       |
| Lárnaca                | Aeropuerto Internacional de Lárnaca                     | Rossiya Ural Airlines (Estacional)                                           | A3xx        |                       |
| Dinamarca              |                                                         |                                                                              |             |                       |
| Copenhague             | Aeropuerto de Copenhague-Kastrup                        | Scandinavian Airlines                                                        |             |                       |
| España                 |                                                         |                                                                              |             |                       |
| Alicante               | Aeropuerto de Alicante-Elche                            | S7 Airlines Vueling                                                          | A3xx        |                       |
| Barcelona              | Aeropuerto de Barcelona-El Prat                         | Rossiya S7 Airlines Ural Airlines (Estacional) Vueling                       | A3xx        |                       |
| Madrid                 | Aeropuerto de Madrid-Barajas                            | Iberia                                                                       | A3xx        |                       |
| Palma de Mallorca      | Aeropuerto de Palma de Mallorca                         | S7 Airlines (Estacional)                                                     |             |                       |
| Tenerife Sur           | Aeropuerto de Tenerife Sur                              | Ural Airlines (Estacional)                                                   | A3xx        |                       |
| Francia                |                                                         |                                                                              |             |                       |
| Niza                   | Aeropuerto Internacional de Niza-Costa Azul             | Rossiya S7 Airlines (Estacional)                                             |             |                       |
| París                  | Aeropuerto de París-Charles de Gaulle                   | Air France Rossiya                                                           |             |                       |
| Finlandia              |                                                         |                                                                              |             |                       |
| Helsinki               | Aeropuerto de Helsinki-Vantaa                           | Finnair                                                                      |             |                       |
| Grecia                 |                                                         |                                                                              |             |                       |
| Atenas                 | Aeropuerto Internacional Eleftherios Venizelos          | Aegean Airlines (Estacional)                                                 | A32x        |                       |
| Heraclión              | Aeropuerto Internacional de Heraclión Nikos Kazantzakis | Ellinair (Estacional) Nordwind Airlines (Chárter Estacional)                 | A3xx        |                       |
| Rodas                  | Aeropuerto Internacional de Rodas-Diágoras              | Aegean Airlines (Estacional)                                                 | A32x        |                       |
| Salónica               | Aeropuerto Internacional Macedonia                      | Aegean Airlines (Estacional) Ellinair (Estacional)                           | A32x A3xx   |                       |
| Hungría                |                                                         |                                                                              |             |                       |
| Budapest               | Aeropuerto de Budapest-Ferenc Liszt                     | Wizz Air                                                                     | A32x        |                       |
| Italia                 |                                                         |                                                                              |             |                       |
| Catania                | Aeropuerto de Catania-Fontanarossa                      | Alitalia (Estacional)                                                        |             |                       |
| Milán                  | Aeropuerto de Milán-Malpensa                            | Alitalia (Estacional) Rossiya                                                |             |                       |
| Olbia                  | Aeropuerto de Olbia-Costa Smeralda                      | S7 Airlines (Estacional)                                                     |             |                       |
| Roma                   | Aeropuerto de Roma-Fiumicino                            | Alitalia (Estacional) Rossiya                                                |             |                       |
| Rímini                 | Aeropuerto de Rímini                                    | Rossiya (Estacional)                                                         |             |                       |
| Verona                 | Aeropuerto de Verona-Villafranca                        | S7 Airlines (Estacional)                                                     |             |                       |
| Letonia                |                                                         |                                                                              |             |                       |
| Riga                   | Aeropuerto Internacional de Riga                        | AirBaltic                                                                    | A220-371    |                       |
| Lituania               |                                                         |                                                                              |             |                       |
| Vilna                  | Aeropuerto Internacional de Vilna                       | RusLine                                                                      | CRJ100/200  |                       |
| Moldavia               |                                                         |                                                                              |             |                       |
| Chisináu               | Aeropuerto Internacional de Chisináu                    | Air Moldova Rossiya (Estacional)                                             | A3xx        |                       |
| Montenegro             |                                                         |                                                                              |             |                       |
| Tivat                  | Aeropuerto de Tivat                                     | Red Wings Airlines (Estacional) Rossiya (Estacional)                         |             |                       |
| Países Bajos           |                                                         |                                                                              |             |                       |
| Ámsterdam              | Aeropuerto de Ámsterdam-Schiphol                        | KLM                                                                          |             |                       |
| Noruega                |                                                         |                                                                              |             |                       |
| Oslo                   | Aeropuerto de Oslo-Gardermoen                           | RusLine                                                                      | CRJ100/200  |                       |
| Bergen                 | Aeropuerto de Bergen-Flesland                           | RusLine                                                                      | CRJ100/200  |                       |
| Polonia                |                                                         |                                                                              |             |                       |
| Varsovia               | Aeropuerto de Varsovia-Chopin                           | LOT Polish Airlines                                                          |             |                       |
| Reino Unido            |                                                         |                                                                              |             |                       |
| Londres                | Aeropuerto de Londres-Gatwick                           | Rossiya                                                                      |             |                       |
| República Checa        |                                                         |                                                                              |             |                       |
| Praga                  | Aeropuerto de Praga                                     | Rossiya Travel Service Airlines                                              | B737        |                       |
| Serbia                 |                                                         |                                                                              |             |                       |
| Belgrado               | Aeropuerto de Belgrado-Nikola Tesla                     | Air Serbia (Estacional)                                                      |             |                       |
| Suecia                 |                                                         |                                                                              |             |                       |
| Estocolmo              | Aeropuerto de Estocolmo-Arlanda                         | S7 Airlines (Estacional) Scandinavian Airlines                               |             |                       |
| Suiza                  |                                                         |                                                                              |             |                       |
| Zúrich                 | Aeropuerto Internacional de Zúrich                      | Swiss                                                                        |             |                       |

## Accidentes e incidentes
- El 27 de abril de 1974, un Ilyushin Il-18V de pasajeros de Aeroflot con destino a Krasnodar se estrelló tras despegar de Púlkovo debido a un incendio de motor. Los 108 pasajeros y 10 miembros de la tripulación murieron.
- El 26 de junio de 1991, un Antonov An-24 de carga de la compañía AKF Polet en rumbo a Vorónezh se estrelló en el Golfo de Finlandia cinco minutos después de despegar de Púlkovo. Las diez personas a bordo murieron.
- El 22 de agosto de 2006, un Tupolev Tu-154M de pasajeros de Pulkovo Aviation Enterprise de Anapa a Púlkovo se estrelló en Ucrania. Los 160 pasajeros y 10 miembros de la tripulación murieron. Véase Vuelo 612 de Pulkovo Airlines.

Para una lista más extensa véase Aviation Safety Network Entry for LED.